# Pé ambulacrário

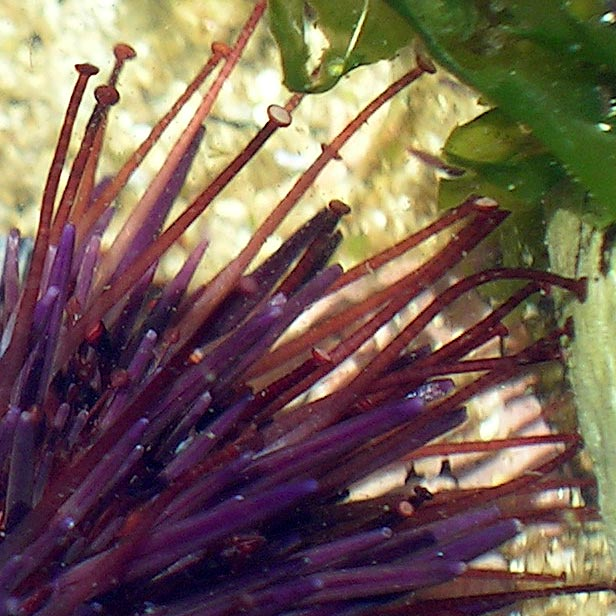
Podia de um ouriço-do-mar visíveis entre os espinhos.

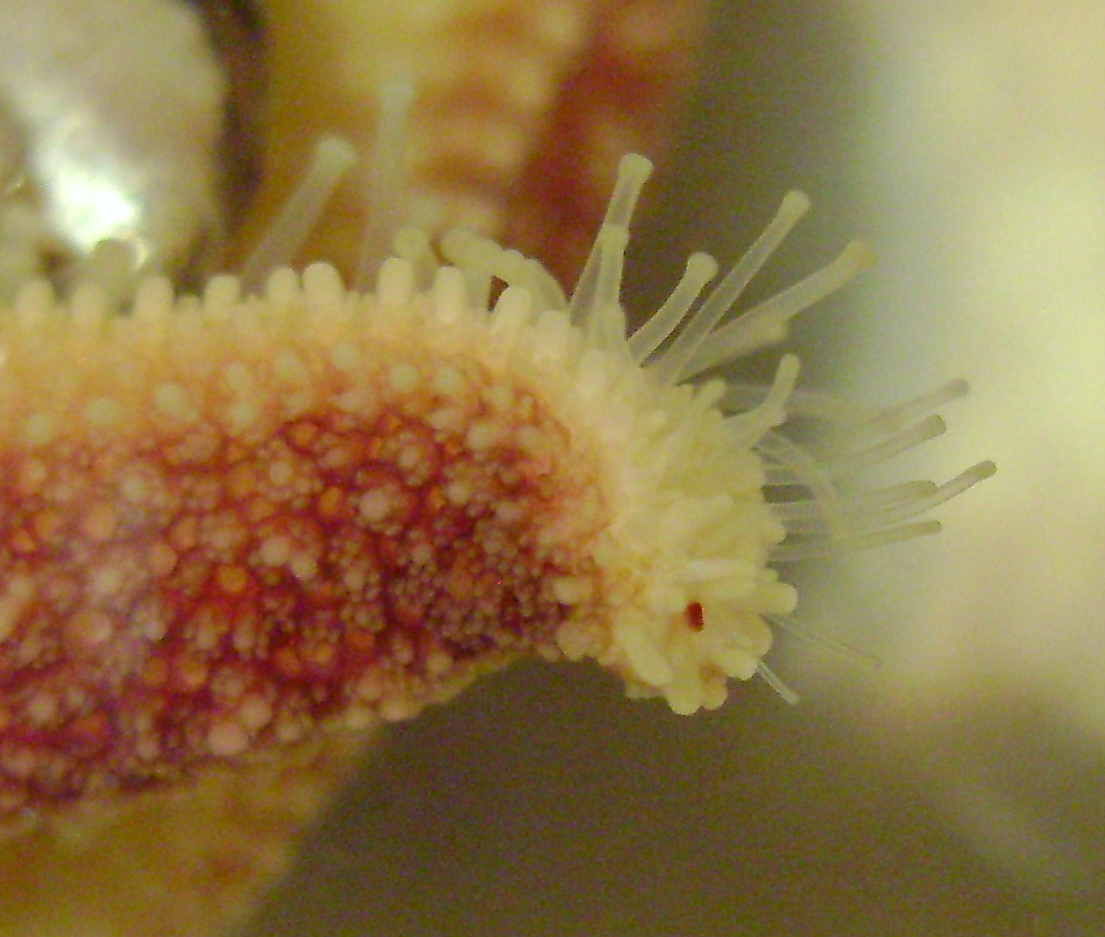
Podia de uma estrela-do-mar polar (Leptasterias polaris).

Pé ambulacrário (ou podia; singular: podium) é a designação dada em biologia aos pequenos túbulos com ventosas que funcionam como um eficiente sistema de locomoção dos equinodermes.
O sistema ambulacrário é um sistema de canais exclusivo do filo Echinodermata. Esses canais são preenchidos  por água.
A água atravessa a placa madrepórica, sendo filtrada.Em seguida, preenche todo o sistema. quando as ampolas dos canais radias se contraem forçam a entrada de água para os pés.Dependendo da pressão da água,o animal se movimenta.
O Sistema Ambulacrário também serve para transportar nutrientes pelo corpo do animal.
Trata-se de um conjunto de vesículas e canais condutores interligados entre si e com o exterior.